# ДТЕК Київські електромережі
ПрАТ «ДТЕК Київські електромережі» — оператор системи розподілу електроенергії, що забезпечує електропостачання міста Києва.

## Історія
У 2018 році ПАТ «Київенерго» передало теплові станції та мережі до КП «Київтеплоенерго». А 16 лютого 2018 року шляхом реорганізації та виділу зі структури ПАТ «Київенерго» було засноване Приватне акціонерне товариство «ДТЕК Київські електромережі» як оператор системи розподілу.

## Характеристика електромереж
Станом на 2021 рік, ПрАТ «ДТЕК Київські електромережі» мають у складі:
- 12 038 км ліній електропередач напругою 0,4-110 кВ;
- 64 підстанції напругою 35-110 кВ;
- 243 РП та 3728 ТП 10 кВ.

## Мурали на об'єктах
Художній флешмоб

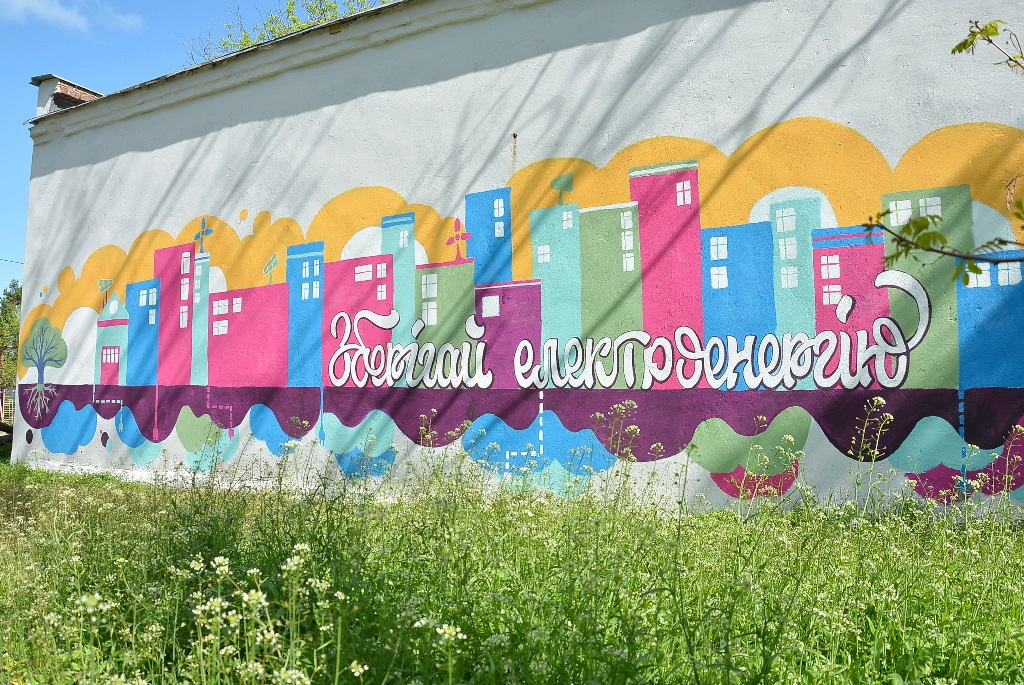
Мурал команди художників «Дивовижні»

Одинадцять художників долучились до ініціативи «Київенерго» оздобити енергетичні об'єкти столиці муралами. Перша масштабна хвиля художнього флешмобу проходила в квітні- травні 2016 року. Стіни семи теплопунктів та однієї трансформаторної підстанції прикрасили справжні шедеври вуличного мистецтва.
В художньому флешмобі взяли участь відомі художники, досвідчені графітчики, творчі команди та інші. Так, каліграф Тарас Макар перетворив теплопункт по вул. Шолом-Алейхема, 16 на справжній витвір мистецтва. Він наніс на стіни зашифрований текст пісні австралійського рок-гурту AC/DC High Voltage.
Команда «Неуязвимые 94» створила мурал на Бальзака, 4. Майстер тату Михайло Чернов відтворив на стінах символ мудрості та краси, енергії та безкінечності — троянди, які часто використовує у своїх роботах. Антон та Володимир доповнили малюнок краєвидами нічного Києва, закликаючи мешканців столиці до енергозбереження. Допомагали художникам працівники місцевого центру обслуговування клієнтів.
Художник Максим Денисенко прикрасив теплопункт у Десняньському районі яскравим муралом під назвою «Енергія». «Моя робота про безмежне джерело енергії як всередині, так і ззовні кожної людини», — каже художник.
Дмитро FATUM створив абстракт-графіті «Загадковий Тесла» на Вишгородській, 10.
Маріанна Маслова прикрасила столичний теплопункт на вул. Артема, 44 нестандартним візерунком, якому дала назву «Килим». Маслова переважно пише картини олією. «Килим» — це її перший досвід розпису акриловою фарбою на відкритому просторі. Загалом на створення нового столичного графіті художниці знадобилось 27 годин.
Працівники та їх діти під керівництвом художників команди Wall Street обгорули теплопункт у парку «Відрадний» соковитою зеленню. Це ще один заклик до всіх нас берегти природу, заощаджувати енергоресурси та дбати про всю нашу планету.
Команда художників «Дивовижні» разом з волонтерами «Київенерго» і мешканцями сусідніх будинків прикрасили столичний теплопункт по вул. міста Шалетт, 10 в Дніпровському районі яскравим муралом «Енерготолока».
Художник-архітектор Олександр Івашко створив мурал «Боротьба» на теплопункті у Солом'янському районі. «Сенсом композиції є боротьба природного і штучного, боротьба без перемоги і поразки», — ділиться художник. Олександр займається дизайном та художнім оформленням поверхонь, а також є представником творчої команди Street Arch, співпрацює з громадськими організаціями Bug vs Фіча та Либідь-Є!

## Соціальна відповідальність
Київенерго дбає про Київ
Працівники «Київенерго» кілька разів брали участь у весняних суботниках. Прибирали власні території, а також долучились до благоустрою парків і зелених зон столиці. У рамках міської толоки 21 березня майже 2 400 співробітників компанії прибрали 8,66 га території і вивезли 261,5 кубометрів відходів.
12 квітня 1200 наших колег взяли участь у благоустрої міста і впорядковували зелені зони Києва. Чистішими та охайнішими стали береги озера і річки Вирлиця, парки Дружби народів, Наводницький, Березовий Гай і Орлятко. Працівники прибирали сміття, садили кущі та дерева. Також близько 80 волонтерів компанії долучилися і до спільної ініціативи «Київенерго» та ДТЕК «Чисте місто», у рамках якої прибрали Оболонську набережну, прирічну смугу, встановили нові лавки й смітники. Усього під час суботнику волонтери посадили понад 200 різних дерев та близько 500 кущів.

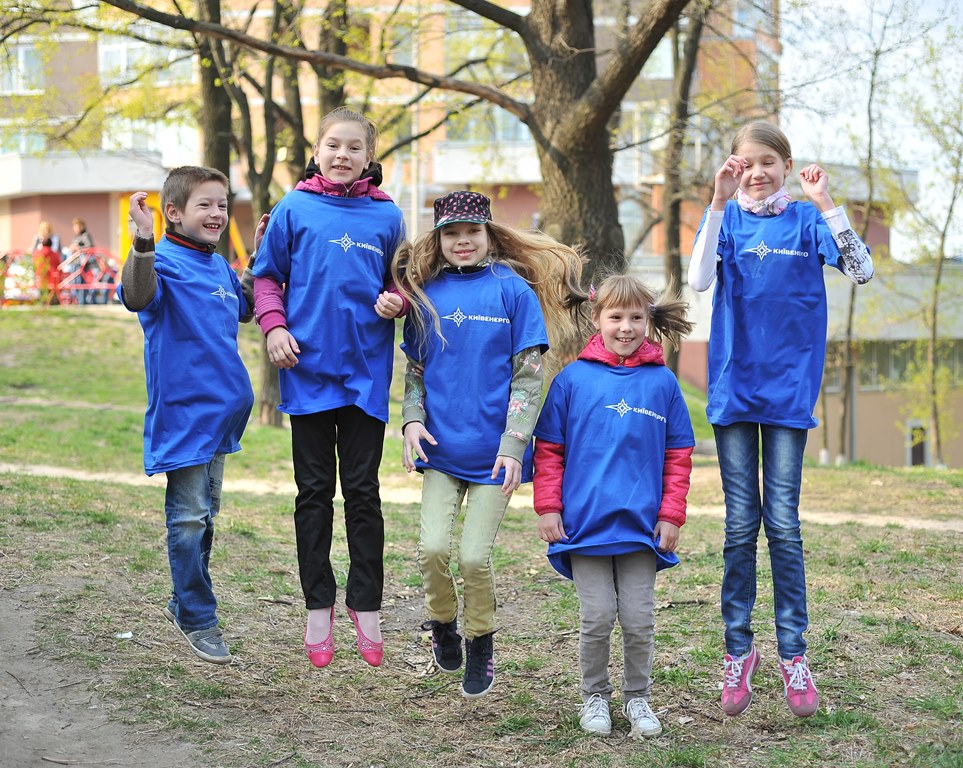
Весняні роботи «Київенерго»

Допомагає військовим та переселенцям
Активно відгукуючись на події, що відбувались цього року в державі, працівники «Київенерго» долучались до збору коштів на кровоспинні препарати для українських військових, благодійних заходів, збирали речі вимушеним переселенцям.
У червні 2014 року, компанія приєдналась до ініціативи зі збору коштів на кровоспинні препарати.
Співробітники перераховували гроші на рахунки волонтерів індивідуально і цілими колективами. В листопаді в апараті управління компанії відбувся благодійний концерт хору «Оболонь», в якому співають четверо наших колег. У його рамках на лікування поранених в зоні АТО працівники пожертвували понад 4000 грн. Ще 3000 грн співробітники зібрали раніше. Усі кошти передали до Головного клінічного військового шпиталю у Києві.
Майже 100 пакетів теплого одягу та взуття для вимушених переселенців із зони АТО передали у жовтні наші працівники. Акція зі збору речей тривала два тижні. Участь у ній взяли колеги з усіх підрозділів. Приносили чоловічий, жіночий та дитячий одяг і взуття. Усе зібране відвезли на волонтерський склад за адресою вул. Фролівська 9/11.
Бере участь у донорських акціях
17 виїздів донорів організувало 2015 року «Київенерго» у рамках акції «Здай кров — врятуй життя». До ініціативи долучились майже 160 працівників Компанії. Кількість учасників таких акцій зросла на 50 осіб у порівнянні з попереднім роком. Виїзди донорів організовували до лікарні ОХМАТДИТ, Національного інституту раку та Головного клінічного військового шпиталю. Ініціатива «Здай кров — врятуй життя» була започаткована у «Київенерго» 2011 року. Відтоді із кожним новим роком до неї долучається усе більше учасників.

## Обслуговування клієнтів
ПрАТ «ДТЕК Київські електромережі» має 3 центри обслуговування клієнтів, у різних районах міста.

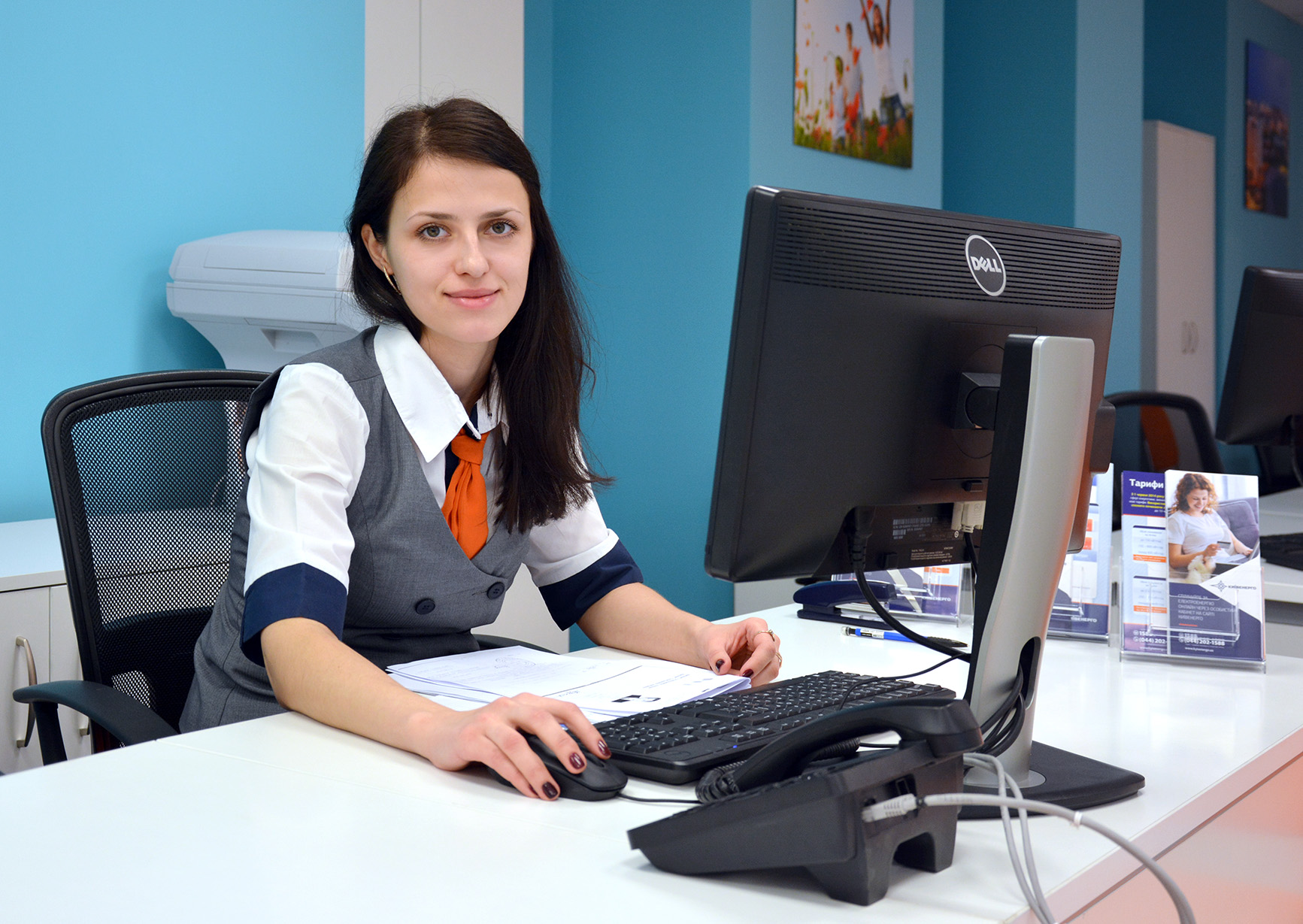
Працівниця ЦОК

У ПрАТ «ДТЕК Київські електромережі» працює інформаційно-довідкова служба. Телефоном можна отримати відповідь на запитання щодо електропостачання, повідомити про неполадки, незадовільну роботу лічильників.
3 березня 2016 року операторів контакт-центру «Київенерго» навчала команда тренерів компанії «Київстар». Навчання проходило в форматі обміну досвідом і знаннями між тренерами «Київстар», тренерським складом і фахівцями контакт-центру «Київенерго» (1588). Підвищення якості обслуговування клієнтів і впровадження найкращих європейських практик клієнтоорієнтованості — один із пріоритетів енергокомпанії на даному етапі розвитку. За підсумками минулого року контакт-центр «Київенерго» опрацював понад 2,4 млн звернень клієнтів (майже на 1 млн більше, ніж у 2014 р.). Щоб підвищити якість і оперативність обслуговування, в 2016 році компанія планує розширити штат співробітників контакт-центру та кількість ліній для вхідних дзвінків. Європейські стандарти обслуговування клієнтів вимагають від компанії «Київенерго» подальшого розвитку сервісної інфраструктури. Відтак компанія вивчає досвід провідних зарубіжних енергокомпаній, а також міжгалузеву експертизу клієнтоорієнтованості.